# Élections législatives de 1993 dans le Val-de-Marne
Les élections législatives françaises de 1993 se déroulent les 21 mars 1993 et 28 mars 1993. Dans le département du Val-de-Marne, douze députés sont à élire dans le cadre de douze circonscriptions.

## Élus
| Circonscription                                  | Député sortant                            | Parti | Parti     | Député élu ou réélu         | Parti | Parti      |
| ------------------------------------------------ | ----------------------------------------- | ----- | --------- | --------------------------- | ----- | ---------- |
| 1re                                              | Christiane Papon*                         |       | RPR       | Jean-Louis Beaumont         |       | UDF (PPDF) |
| 2e                                               | David Bohbot suppléant de Laurent Cathala |       | PS        | Laurent Cathala             |       | PS         |
| 3e                                               | Roger-Gérard Schwartzenberg               |       | MRG       | Roger-Gérard Schwartzenberg |       | MRG        |
| 4e                                               | Jean-Jacques Jégou                        |       | UDF (CDS) | Jean-Jacques Jégou          |       | UDF (CDS)  |
| 5e                                               | Michel Giraud                             |       | RPR       | Michel Giraud               |       | RPR        |
| 6e                                               | Robert-André Vivien                       |       | RPR       | Robert-André Vivien         |       | RPR        |
| 7e                                               | Roland Nungesser                          |       | RPR       | Roland Nungesser            |       | RPR        |
| 8e                                               | Alain Griotteray                          |       | UDF (PR)  | Alain Griotteray            |       | UDF (PR)   |
| 9e                                               | René Rouquet                              |       | PS        | Paul Mercieca               |       | PCF        |
| 10e                                              | Jean-Claude Lefort                        |       | PCF       | Jean-Claude Lefort          |       | PCF        |
| 11e                                              | Georges Marchais                          |       | PCF       | Georges Marchais            |       | PCF        |
| 12e                                              | Patrick Sève suppléant de Pierre Tabanou  |       | PS        | Richard Dell'Agnola         |       | RPR        |
| * député sortant ne se représentant pas en 1993. |                                           |       |           |                             |       |            |

## Positionnement des partis
Les candidats d'alliance RPR-UDF et divers droite se présentent sous la bannière de l'Union pour la France et ceux du Parti socialiste derrière l'Alliance des Français pour le Progrès. Par ailleurs, Les Verts et Génération écologie s'unissent sous l'étiquette Entente des écologistes.

## Résultats

### Résultats à l'échelle du département
| Parti          | Parti                                   | Premier tour | Premier tour | Second tour | Second tour | Sièges |
| Parti          | Parti                                   | Voix         | %            | Voix        | %           | Sièges |
| -------------- | --------------------------------------- | ------------ | ------------ | ----------- | ----------- | ------ |
|                | Rassemblement pour la République        | 103 812      | 23,05        | 152 800     | 36,90       | 4      |
|                | Union pour la démocratie française      | 53 058       | 11,78        | 75 399      | 18,21       | 3      |
|                | Divers droite                           | 9 526        | 2,12         |             |             | 0      |
|                | Centre national des indépendants        | 5 360        | 1,19         | 0           |             |        |
|                | Union pour la France                    | 171 756      | 38,13        | 228 199     | 55,11       | 7      |
|                |                                         |              |              |             |             |        |
|                | Parti socialiste                        | 64 080       | 14,23        | 61 121      | 14,76       | 1      |
|                | Mouvement des radicaux de gauche        | 7 856        | 1,74         | 20 155      | 4,87        | 1      |
|                | Divers gauche (Maj. prés.)              | 3 255        | 0,72         |             |             | 0      |
|                | Alliance des Français pour le progrès   | 75 191       | 16,69        | 81 276      | 19,63       | 2      |
|                |                                         |              |              |             |             |        |
|                | Les Verts                               | 23 706       | 5,26         |             |             | 0      |
|                | Génération écologie                     | 20 444       | 4,54         | 0           |             |        |
|                | Entente des écologistes                 | 44 150       | 9,80         |             |             | 0      |
|                |                                         |              |              |             |             |        |
|                | Parti communiste français               | 72 017       | 15,99        | 86 678      | 20,93       | 3      |
|                | Front national                          | 59 574       | 13,23        | 17 941      | 4,33        | 0      |
|                | Extrême gauche dont LCR, LO, SÉGA et PT | 11 619       | 2,58         |             |             | 0      |
|                | Divers écologiste dont LT-LNÉ           | 13 656       | 3,03         | 0           |             |        |
|                | Divers                                  | 2 123        | 0,47         | 0           |             |        |
|                | Extrême droite                          | 307          | 0,07         | 0           |             |        |
|                |                                         |              |              |             |             |        |
| Inscrits       | Inscrits                                | 687 807      | 100,00       | 687 795     | 100,00      | 12     |
| Abstentions    | Abstentions                             | 220 979      | 32,13        | 236 136     | 34,33       |        |
| Votants        | Votants                                 | 466 828      | 67,87        | 451 659     | 65,67       |        |
| Blancs et nuls | Blancs et nuls                          | 16 435       | 3,52         | 37 565      | 8,32        |        |
| Exprimés       | Exprimés                                | 450 393      | 96,48        | 414 094     | 91,68       |        |

### Résultats par circonscription

#### Première circonscription (Saint-Maur-des-Fossés)
| Candidat       | Candidat                | Parti                      | Premier tour | Premier tour | Second tour | Second tour |  |
| Candidat       | Candidat                | Parti                      | Voix         | %            | Voix        | %           |  |
| -------------- | ----------------------- | -------------------------- | ------------ | ------------ | ----------- | ----------- |  |
|                | Jean-Louis Beaumont élu | UDF (PPDF)                 | 14 992       | 43,46        | 20 884      | 64,88       |  |
|                | André Maurin            | PS (ADFP)                  | 4 757        | 13,79        | 11 305      | 35,12       |  |
|                | Christian Le Scornec    | FN                         | 4 365        | 12,65        |             |             |  |
|                | Bernard Ywanne          | PCF                        | 3 333        | 9,66         |             |             |  |
|                | Philippe Devisme        | GÉ (EÉ)                    | 3 169        | 9,19         |             |             |  |
|                | François Bidet          | Divers droite              | 2 045        | 5,93         |             |             |  |
|                | Julia Batail            | LT-LNÉ                     | 768          | 2,23         |             |             |  |
|                | Daniel Gendre           | LO                         | 480          | 1,39         |             |             |  |
|                | Jean-Pierre Nicol       | UÉD                        | 300          | 0,87         |             |             |  |
|                | Daniel Pantobe          | Divers gauche (Maj. prés.) | 288          | 0,83         |             |             |  |
|                | Achille Birba           | Extrême gauche             | 0            | 0            |             |             |  |
|                |                         |                            |              |              |             |             |  |
| Inscrits       | Inscrits                | Inscrits                   | 52 119       | 100,00       | 52 119      | 100,00      |  |
| Abstentions    | Abstentions             | Abstentions                | 16 466       | 31,59        | 17 664      | 33,89       |  |
| Votants        | Votants                 | Votants                    | 35 653       | 68,41        | 34 455      | 66,11       |  |
| Blancs et nuls | Blancs et nuls          | Blancs et nuls             | 1 156        | 3,24         | 2 266       | 6,58        |  |
| Exprimés       | Exprimés                | Exprimés                   | 34 497       | 96,76        | 32 189      | 93,42       |  |

#### Deuxième circonscription (Créteil)
| Candidat       | Candidat                      | Parti          | Premier tour | Premier tour | Second tour | Second tour |  |
| Candidat       | Candidat                      | Parti          | Voix         | %            | Voix        | %           |  |
| -------------- | ----------------------------- | -------------- | ------------ | ------------ | ----------- | ----------- |  |
|                | Laurent Cathala sortant réélu | PS (ADFP)      | 9 785        | 26,12        | 20 665      | 56,81       |  |
|                | Marie-Michelle Bataille       | RPR (UPF)      | 9 742        | 26,01        | 15 709      | 43,19       |  |
|                | Hélène Luc                    | PCF            | 5 443        | 14,53        |             |             |  |
|                | Bruno Sérignat                | FN             | 4 972        | 13,27        |             |             |  |
|                | Catherine Calmet              | Les Verts (EÉ) | 3 435        | 9,17         |             |             |  |
|                | Gaston Viens                  | SÉGA           | 2 388        | 6,38         |             |             |  |
|                | Véronique Renaud              | Divers         | 590          | 1,58         |             |             |  |
|                | Christian Lecat               | LO             | 532          | 1,42         |             |             |  |
|                | Martine Damien                | PT             | 301          | 0,8          |             |             |  |
|                | Michel Mac Dougall            | UDI            | 268          | 0,72         |             |             |  |
|                | Pierre Bornaque               | LT-LNÉ         | 0            | 0            |             |             |  |
|                |                               |                |              |              |             |             |  |
| Inscrits       | Inscrits                      | Inscrits       | 60 451       | 100,00       | 60 451      | 100,00      |  |
| Abstentions    | Abstentions                   | Abstentions    | 21 715       | 35,92        | 21 641      | 35,8        |  |
| Votants        | Votants                       | Votants        | 38 736       | 64,08        | 38 810      | 64,2        |  |
| Blancs et nuls | Blancs et nuls                | Blancs et nuls | 1 280        | 3,3          | 2 436       | 6,28        |  |
| Exprimés       | Exprimés                      | Exprimés       | 37 456       | 96,7         | 36 374      | 93,72       |  |

#### Troisième circonscription (Villeneuve-Saint-Georges)
| Candidat       | Candidat                                  | Parti             | Premier tour | Premier tour | Second tour | Second tour |  |
| Candidat       | Candidat                                  | Parti             | Voix         | %            | Voix        | %           |  |
| -------------- | ----------------------------------------- | ----------------- | ------------ | ------------ | ----------- | ----------- |  |
|                | Roger-Gérard Schwartzenberg sortant réélu | MRG (ADFP)        | 7 856        | 18,87        | 20 155      | 50,12       |  |
|                | Bernard-Claude Savy                       | RPR               | 7 666        | 18,42        | 20 061      | 49,88       |  |
|                | Jean-Marie Poirier                        | UDF (CDS)         | 7 339        | 17,63        |             |             |  |
|                | Michel Herry                              | PCF               | 6 259        | 15,04        |             |             |  |
|                | Bénédicte Vinel                           | FN                | 5 949        | 14,29        |             |             |  |
|                | Jean-Pierre Girault                       | Les Verts (EÉ)    | 3 952        | 9,49         |             |             |  |
|                | Isabelle Lequesne                         | LT-LNÉ            | 801          | 1,92         |             |             |  |
|                | Marie-Laure Kerloc'h                      | Divers écologiste | 619          | 1,49         |             |             |  |
|                | Dominique Geindreau                       | LO                | 526          | 1,26         |             |             |  |
|                | Yves Popoff                               | Divers droite     | 352          | 0,85         |             |             |  |
|                | Jean Bousch                               | PT                | 303          | 0,73         |             |             |  |
|                |                                           |                   |              |              |             |             |  |
| Inscrits       | Inscrits                                  | Inscrits          | 63 070       | 100,00       | 63 069      | 100,00      |  |
| Abstentions    | Abstentions                               | Abstentions       | 19 830       | 31,44        | 19 686      | 31,21       |  |
| Votants        | Votants                                   | Votants           | 43 240       | 68,56        | 43 383      | 68,79       |  |
| Blancs et nuls | Blancs et nuls                            | Blancs et nuls    | 1 618        | 3,74         | 3 167       | 7,3         |  |
| Exprimés       | Exprimés                                  | Exprimés          | 41 622       | 96,26        | 40 216      | 92,7        |  |

#### Quatrième circonscription (Sucy-en-Brie)
| Candidat       | Candidat                         | Parti             | Premier tour | Premier tour | Second tour | Second tour |  |
| Candidat       | Candidat                         | Parti             | Voix         | %            | Voix        | %           |  |
| -------------- | -------------------------------- | ----------------- | ------------ | ------------ | ----------- | ----------- |  |
|                | Jean-Jacques Jégou sortant réélu | UDF (CDS)         | 8 314        | 20,14        | 22 144      | 67,08       |  |
|                | Jean-Pierre Schénardi            | FN                | 6 022        | 14,59        | 10 867      | 32,92       |  |
|                | Roger Fontanille                 | Divers droite     | 5 730        | 13,88        |             |             |  |
|                | Serge Delaporte                  | PS (ADFP)         | 5 606        | 13,58        |             |             |  |
|                | Olivier Lefèvre d'Ormesson       | CNIP              | 5 360        | 12,98        |             |             |  |
|                | Gilles Desseigne                 | GÉ (EÉ)           | 4 118        | 9,98         |             |             |  |
|                | Jean-Jacques Hédouin             | PCF               | 3 156        | 7,65         |             |             |  |
|                | Laurence Cornet                  | LT-LNÉ            | 1 187        | 2,88         |             |             |  |
|                | Léo Dayan                        | Divers écologiste | 1 083        | 2,62         |             |             |  |
|                | Daniel Pantobe                   | MR                | 365          | 0,88         |             |             |  |
|                | Hélène Adam                      | LCR               | 340          | 0,82         |             |             |  |
|                |                                  |                   |              |              |             |             |  |
| Inscrits       | Inscrits                         | Inscrits          | 61 240       | 100,00       | 61 240      | 100,00      |  |
| Abstentions    | Abstentions                      | Abstentions       | 18 236       | 29,78        | 21 538      | 35,17       |  |
| Votants        | Votants                          | Votants           | 43 004       | 70,22        | 39 702      | 64,83       |  |
| Blancs et nuls | Blancs et nuls                   | Blancs et nuls    | 1 723        | 4,01         | 6 691       | 16,85       |  |
| Exprimés       | Exprimés                         | Exprimés          | 41 281       | 95,99        | 33 011      | 83,15       |  |

#### Cinquième circonscription (Champigny-sur-Marne)
| Candidat       | Candidat                    | Parti          | Premier tour | Premier tour | Second tour | Second tour |  |
| Candidat       | Candidat                    | Parti          | Voix         | %            | Voix        | %           |  |
| -------------- | --------------------------- | -------------- | ------------ | ------------ | ----------- | ----------- |  |
|                | Michel Giraud sortant réélu | RPR (UPF)      | 15 971       | 43,46        | 21 246      | 60,56       |  |
|                | Jean-Louis Bargero          | PCF            | 7 021        | 18,99        | 13 836      | 39,44       |  |
|                | Lydia Schénardi             | FN             | 5 051        | 13,66        |             |             |  |
|                | Jean-Claude Emorine         | PS (ADFP)      | 3 868        | 10,46        |             |             |  |
|                | Danielle Raabe              | Les Verts (EÉ) | 3 430        | 9,28         |             |             |  |
|                | Mireille Michelier          | LT-LNÉ         | 808          | 2,19         |             |             |  |
|                | Édouard Mandelkern          | MDC            | 606          | 1,64         |             |             |  |
|                | Raymond Curie               | LCR            | 222          | 0,6          |             |             |  |
|                |                             |                |              |              |             |             |  |
| Inscrits       | Inscrits                    | Inscrits       | 57 757       | 100,00       | 57 757      | 100,00      |  |
| Abstentions    | Abstentions                 | Abstentions    | 19 654       | 34,03        | 20 471      | 35,44       |  |
| Votants        | Votants                     | Votants        | 38 103       | 65,97        | 37 286      | 64,56       |  |
| Blancs et nuls | Blancs et nuls              | Blancs et nuls | 1 126        | 2,96         | 2 204       | 5,91        |  |
| Exprimés       | Exprimés                    | Exprimés       | 36 977       | 97,04        | 35 082      | 94,09       |  |

#### Sixième circonscription (Vincennes)
| Candidat       | Candidat                          | Parti          | Premier tour | Premier tour | Second tour | Second tour |  |
| Candidat       | Candidat                          | Parti          | Voix         | %            | Voix        | %           |  |
| -------------- | --------------------------------- | -------------- | ------------ | ------------ | ----------- | ----------- |  |
|                | Robert-André Vivien sortant réélu | RPR (UPF)      | 20 508       | 43,75        | 25 994      | 60,35       |  |
|                | Louis Bayeurte                    | PCF            | 7 957        | 16,98        | 17 081      | 39,65       |  |
|                | Michel Sulter                     | PS (ADFP)      | 5 808        | 12,39        |             |             |  |
|                | Paul Simier                       | FN             | 5 665        | 12,09        |             |             |  |
|                | Michel Carré                      | Les Verts (EÉ) | 4 493        | 9,59         |             |             |  |
|                | Jean-Pierre Martinie              | Divers droite  | 885          | 1,89         |             |             |  |
|                | Jacques Stambouli                 | SÉGA           | 773          | 1,65         |             |             |  |
|                | Daniel Froitier                   | LT-LNÉ         | 621          | 1,32         |             |             |  |
|                | Philippe Lassiaz-Delaunes         | AP             | 162          | 0,35         |             |             |  |
|                |                                   |                |              |              |             |             |  |
| Inscrits       | Inscrits                          | Inscrits       | 71 829       | 100,00       | 71 829      | 100,00      |  |
| Abstentions    | Abstentions                       | Abstentions    | 23 435       | 32,63        | 25 766      | 35,87       |  |
| Votants        | Votants                           | Votants        | 48 394       | 67,37        | 46 063      | 64,13       |  |
| Blancs et nuls | Blancs et nuls                    | Blancs et nuls | 1 422        | 2,94         | 2 988       | 6,49        |  |
| Exprimés       | Exprimés                          | Exprimés       | 46 972       | 97,06        | 43 075      | 93,51       |  |

#### Septième  circonscription (Nogent-sur-Marne)
| Candidat       | Candidat                       | Parti             | Premier tour | Premier tour | Second tour | Second tour |  |
| Candidat       | Candidat                       | Parti             | Voix         | %            | Voix        | %           |  |
| -------------- | ------------------------------ | ----------------- | ------------ | ------------ | ----------- | ----------- |  |
|                | Roland Nungesser sortant réélu | RPR (UPF)         | 16 807       | 47,1         | 20 951      | 64,37       |  |
|                | Jean-Louis Besnard             | PS (ADFP)         | 4 631        | 12,98        | 11 599      | 35,63       |  |
|                | Jean Luciani                   | FN                | 4 580        | 12,84        |             |             |  |
|                | Loïc Le Guénédal               | GÉ (EÉ)           | 3 755        | 10,52        |             |             |  |
|                | Guy Poussy                     | PCF               | 3 427        | 9,6          |             |             |  |
|                | Michel Laval                   | Divers écologiste | 1 016        | 2,85         |             |             |  |
|                | Anne-Marie Bracco              | LT-LNÉ            | 841          | 2,36         |             |             |  |
|                | Thierry Audin                  | PT                | 478          | 1,34         |             |             |  |
|                | Georgette Maujol               | AP                | 145          | 0,41         |             |             |  |
|                |                                |                   |              |              |             |             |  |
| Inscrits       | Inscrits                       | Inscrits          | 53 757       | 100,00       | 53 757      | 100,00      |  |
| Abstentions    | Abstentions                    | Abstentions       | 16 717       | 31,1         | 18 766      | 34,91       |  |
| Votants        | Votants                        | Votants           | 37 040       | 68,9         | 34 991      | 65,09       |  |
| Blancs et nuls | Blancs et nuls                 | Blancs et nuls    | 1 360        | 3,67         | 2 441       | 6,98        |  |
| Exprimés       | Exprimés                       | Exprimés          | 35 680       | 96,33        | 32 550      | 93,02       |  |

#### Huitième circonscription (Maisons-Alfort)
| Candidat       | Candidat                       | Parti                      | Premier tour | Premier tour | Second tour | Second tour |  |
| Candidat       | Candidat                       | Parti                      | Voix         | %            | Voix        | %           |  |
| -------------- | ------------------------------ | -------------------------- | ------------ | ------------ | ----------- | ----------- |  |
|                | Alain Griotteray sortant réélu | UDF (PR)                   | 16 018       | 45,43        | 20 169      | 74,03       |  |
|                | Philippe Olivier               | FN                         | 5 655        | 16,04        | 7 074       | 25,97       |  |
|                | Raymond Riquier                | PS (ADFP)                  | 5 278        | 14,97        |             |             |  |
|                | Marie-Odile Bich               | GÉ (EÉ)                    | 3 647        | 10,34        |             |             |  |
|                | Gérard Streiff                 | PCF                        | 2 074        | 5,88         |             |             |  |
|                | Carmen Marchioro               | LT-LNÉ                     | 1 111        | 3,15         |             |             |  |
|                | Daniel Demarque                | LO                         | 671          | 1,9          |             |             |  |
|                | Jack Mallet                    | Divers gauche (Maj. prés.) | 582          | 1,65         |             |             |  |
|                | Patrick Roger                  | LCR                        | 225          | 0,64         |             |             |  |
|                |                                |                            |              |              |             |             |  |
| Inscrits       | Inscrits                       | Inscrits                   | 53 386       | 100,00       | 53 386      | 100,00      |  |
| Abstentions    | Abstentions                    | Abstentions                | 16 757       | 31,39        | 20 249      | 37,93       |  |
| Votants        | Votants                        | Votants                    | 36 629       | 68,61        | 33 137      | 62,07       |  |
| Blancs et nuls | Blancs et nuls                 | Blancs et nuls             | 1 368        | 3,73         | 5 894       | 17,79       |  |
| Exprimés       | Exprimés                       | Exprimés                   | 35 261       | 96,27        | 27 243      | 82,21       |  |

#### Neuvième circonscription (Vitry-sur-Seine)
| Candidat       | Candidat                | Parti                      | Premier tour | Premier tour | Second tour | Second tour |  |
| Candidat       | Candidat                | Parti                      | Voix         | %            | Voix        | %           |  |
| -------------- | ----------------------- | -------------------------- | ------------ | ------------ | ----------- | ----------- |  |
|                | Paul Mercieca élu       | PCF                        | 7 069        | 23,18        | 15 680      | 56,24       |  |
|                | René Rouquet sortant    | PS (ADFP)                  | 6 744        | 22,12        | Retrait     | Retrait     |  |
|                | Fernand Saal            | UDF (PR)                   | 6 395        | 20,97        | 12 202      | 43,76       |  |
|                | Thierry Auriat          | FN                         | 4 043        | 13,26        |             |             |  |
|                | Dominique Tricaud       | GÉ (EÉ)                    | 2 199        | 7,21         |             |             |  |
|                | Serge Franceschi        | Divers gauche (Maj. prés.) | 1 605        | 5,26         |             |             |  |
|                | Jeannine Arnaud         | LT-LNÉ                     | 827          | 2,71         |             |             |  |
|                | Thierry Plaza           | Divers écologiste          | 556          | 1,82         |             |             |  |
|                | Serge Franceschina      | LO                         | 413          | 1,35         |             |             |  |
|                | Daniel Philippon        | UDI                        | 246          | 0,81         |             |             |  |
|                | Danièle Ducas-Poupardin | LCR                        | 210          | 0,69         |             |             |  |
|                | Pierre Vercruysse       | PT                         | 187          | 0,61         |             |             |  |
|                |                         |                            |              |              |             |             |  |
| Inscrits       | Inscrits                | Inscrits                   | 46 932       | 100,00       | 46 932      | 100,00      |  |
| Abstentions    | Abstentions             | Abstentions                | 15 360       | 32,73        | 16 687      | 35,56       |  |
| Votants        | Votants                 | Votants                    | 31 572       | 67,27        | 30 245      | 64,44       |  |
| Blancs et nuls | Blancs et nuls          | Blancs et nuls             | 1 078        | 3,41         | 2 363       | 7,81        |  |
| Exprimés       | Exprimés                | Exprimés                   | 30 494       | 96,59        | 27 882      | 92,19       |  |

#### Dixième circonscription (Ivry-sur-Seine)
| Candidat       | Candidat                         | Parti          | Premier tour | Premier tour | Second tour | Second tour |  |
| Candidat       | Candidat                         | Parti          | Voix         | %            | Voix        | %           |  |
| -------------- | -------------------------------- | -------------- | ------------ | ------------ | ----------- | ----------- |  |
|                | Jean-Claude Lefort sortant réélu | PCF            | 12 925       | 35,34        | 21 173      | 61,82       |  |
|                | Jean-Michel Tanguy               | RPR (UPF)      | 8 615        | 23,56        | 13 079      | 38,18       |  |
|                | Jean-Luc Laurent                 | PS (ADFP)      | 4 600        | 12,58        |             |             |  |
|                | Jacques Anthonioz                | FN             | 4 380        | 11,98        |             |             |  |
|                | Jean-Paul Deléage                | Les Verts (EÉ) | 3 982        | 10,89        |             |             |  |
|                | Pascal Gaillourdet               | LT-LNÉ         | 863          | 2,36         |             |             |  |
|                | Danielle Riche                   | LO             | 776          | 2,12         |             |             |  |
|                | Michèle Lepeuve                  | PT             | 430          | 1,18         |             |             |  |
|                |                                  |                |              |              |             |             |  |
| Inscrits       | Inscrits                         | Inscrits       | 55 324       | 100,00       | 55 321      | 100,00      |  |
| Abstentions    | Abstentions                      | Abstentions    | 17 498       | 31,63        | 18 828      | 34,03       |  |
| Votants        | Votants                          | Votants        | 37 826       | 68,37        | 36 493      | 65,97       |  |
| Blancs et nuls | Blancs et nuls                   | Blancs et nuls | 1 255        | 3,32         | 2 241       | 6,14        |  |
| Exprimés       | Exprimés                         | Exprimés       | 36 571       | 96,68        | 34 252      | 93,86       |  |

#### Onzième circonscription (Villejuif)
| Candidat       | Candidat                       | Parti          | Premier tour | Premier tour | Second tour | Second tour |  |
| Candidat       | Candidat                       | Parti          | Voix         | %            | Voix        | %           |  |
| -------------- | ------------------------------ | -------------- | ------------ | ------------ | ----------- | ----------- |  |
|                | Daniel Richard                 | RPR (UPF)      | 9 748        | 27,88        | 15 453      | 44,97       |  |
|                | Georges Marchais sortant réélu | PCF            | 9 714        | 27,79        | 18 908      | 55,03       |  |
|                | Alain Geismar                  | PS (ADFP)      | 4 979        | 14,24        |             |             |  |
|                | Alain Lipietz                  | Les Verts (EÉ) | 4 414        | 12,63        |             |             |  |
|                | Jean-Louis Desbordes           | FN             | 4 034        | 11,54        |             |             |  |
|                | Denis Guillard                 | LO             | 778          | 2,23         |             |             |  |
|                | Alain Bolufer                  | LT-LNÉ         | 762          | 2,18         |             |             |  |
|                | Béatrice Durupt                | Divers (UÉD)   | 531          | 1,52         |             |             |  |
|                |                                |                |              |              |             |             |  |
| Inscrits       | Inscrits                       | Inscrits       | 53 837       | 100,00       | 53 837      | 100,00      |  |
| Abstentions    | Abstentions                    | Abstentions    | 17 488       | 32,48        | 17 016      | 31,61       |  |
| Votants        | Votants                        | Votants        | 36 349       | 67,52        | 36 821      | 68,39       |  |
| Blancs et nuls | Blancs et nuls                 | Blancs et nuls | 1 389        | 3,82         | 2 460       | 6,68        |  |
| Exprimés       | Exprimés                       | Exprimés       | 34 960       | 96,18        | 34 361      | 93,32       |  |

#### Douzième circonscription (L'Haÿ-les-Roses)
| Candidat       | Candidat                | Parti                      | Premier tour | Premier tour | Second tour | Second tour |  |
| Candidat       | Candidat                | Parti                      | Voix         | %            | Voix        | %           |  |
| -------------- | ----------------------- | -------------------------- | ------------ | ------------ | ----------- | ----------- |  |
|                | Richard Dell'Agnola élu | RPR (UPF)                  | 14 755       | 38,1         | 20 307      | 53,64       |  |
|                | Patrick Sève            | PS (ADFP)                  | 8 024        | 20,72        | 17 552      | 46,36       |  |
|                | Pierre Petit            | FN                         | 4 858        | 12,55        |             |             |  |
|                | Daniel Picq             | PCF                        | 3 639        | 9,4          |             |             |  |
|                | Patrice Hernu           | GÉ (EÉ)                    | 3 556        | 9,18         |             |             |  |
|                | Jean Frouin             | SÉGA                       | 793          | 2,05         |             |             |  |
|                | Pascal Boutet           | LO                         | 793          | 2,05         |             |             |  |
|                | Michel Gillet           | Divers gauche (Maj. prés.) | 780          | 2,01         |             |             |  |
|                | Marylise Tougne         | LT-LNÉ                     | 778          | 2,01         |             |             |  |
|                | Jack Menant             | UÉD                        | 715          | 1,85         |             |             |  |
|                | Muguette Ladame         | Divers                     | 27           | 0,07         |             |             |  |
|                | Dominique Banfi         | Divers                     | 4            | 0,01         |             |             |  |
|                |                         |                            |              |              |             |             |  |
| Inscrits       | Inscrits                | Inscrits                   | 58 105       | 100,00       | 58 097      | 100,00      |  |
| Abstentions    | Abstentions             | Abstentions                | 17 823       | 30,67        | 17 824      | 30,68       |  |
| Votants        | Votants                 | Votants                    | 40 282       | 69,33        | 40 273      | 69,32       |  |
| Blancs et nuls | Blancs et nuls          | Blancs et nuls             | 1 560        | 3,87         | 2 414       | 5,99        |  |
| Exprimés       | Exprimés                | Exprimés                   | 38 722       | 96,13        | 37 859      | 94,01       |  |